# آزیموت هولدینگ
آزیموت هولدینگ (به ایتالیایی: Azimut Holding) شرکت مدیریت سرمایه‌گذاری ایتالیایی است، که دفتر مرکزی آن، در شهر میلان، ایتالیا قرار دارد. دفاتر بین‌المللی شرکت آزیموت، در کشورهای لوکزامبورگ و ایرلند مستقر می‌باشد. بخشی از سهام این شرکت در بازار بورس ایتالیا معامله می‌شود.